# MOF Models to Text Transformation Language
En ingénierie dirigée par les modèles, le standard MOF Models to Text Transformation Language, parfois abrégé MOF2Text ou MOFM2T, est une spécification de l'Object Management Group (OMG). La spécification s'attache à décrire comment transformer un modèle en texte, par exemple du code source ou de la documentation. MOFM2T est l'une des parties du Model Driven Architecture (MDA) de l'OMG et ainsi cette spécification réutilise de nombreux concepts de l'architecture de méta-modélisation de l'OMG. MOFM2T est utilisé pour exprimer des transformations de modèle vers texte, là où QVT est utilisé pour exprimer des transformations de modèle vers modèle (M2M)

## Implémentations
- Acceleo : générateur de code open source produisant du texte à partir de modèles
- M2T : projet Eclipse qui devrait proposer une implémentation de MOF2Text
- MOFScript : moteur de génération développé en réponse à la RFP de l'OMG